# Almaty Open 2024 - Qualificazioni singolare
Le qualificazioni del singolare dell'Almaty Open 2024 sono state un torneo di tennis preliminare per accedere alla fase finale della manifestazione. I vincitori dell'ultimo turno sono entrati di diritto nel tabellone principale. In caso di ritiro di uno o più giocatori aventi diritto a questi sono subentrati i lucky loser, ossia i giocatori che hanno perso nell'ultimo turno ma che avevano una classifica più alta rispetto agli altri partecipanti che avevano comunque perso nel turno finale.

## Teste di serie
1. Bu Yunchaokete (ultimo turno)
2. Michail Kukuškin (qualificato)
3. Yasutaka Uchiyama (ultimo turno)
4. Aslan Karacev (qualificato)

1. Alejandro Moro Cañas (ultimo turno)
2. Daniel Evans (qualificato)
3. Denis Evseev (primo turno)
4. Alibek Kačmazov (ultimo turno)

## Qualificati
1. Daniel Evans
2. Michail Kukuškin

1. Benjamin Hassan
2. Aslan Karacev

## Tabellone

### Legenda
| - Q = Qualificato - WC = Wild card - LL = Lucky loser | - ALT = Alternate - SE = Special Exempt - PR = Protected Ranking | - w/o = Walkover - r = Ritirato - d = Squalificato |

### Sezione 1
|  | Primo turno | Primo turno     | Primo turno     | Primo turno | Primo turno |  |  | Ultimo turno | Ultimo turno   | Ultimo turno | Ultimo turno | Ultimo turno |  |
|  |             |                 |                 |             |             |  |  |              |                |              |              |              |  |
|  | 1           | Bu Yunchaokete  | Bu Yunchaokete  | 6           | 6           |  |  |              |                |              |              |              |  |
|  | Alt         | Illja Marčenko  | Illja Marčenko  | 3           | 4           |  |  | 1            | Bu Yunchaokete | 2            | 6            | 5            |  |
|  | WC          | Amir Omarchanov | Amir Omarchanov | 4           | 2           |  |  | 6            | Daniel Evans   | 6            | 3            | 7            |  |
|  | 6           | Daniel Evans    | Daniel Evans    | 6           | 6           |  |  |              |                |              |              |              |  |

### Sezione 2
|  | Primo turno | Primo turno       | Primo turno       | Primo turno | Primo turno |  |  | Ultimo turno | Ultimo turno     | Ultimo turno     | Ultimo turno | Ultimo turno |  |
|  |             |                   |                   |             |             |  |  |              |                  |                  |              |              |  |
|  | 2           | Michail Kukuškin  | Michail Kukuškin  | 6           | 6           |  |  |              |                  |                  |              |              |  |
|  |             | Khumoyun Sultanov | Khumoyun Sultanov | 4           | 4           |  |  | 2            | Michail Kukuškin | Michail Kukuškin | 6            | 6            |  |
|  |             | Maxime Cressy     | 6                 | 3           | 0r          |  |  | 8            | Alibek Kačmazov  | Alibek Kačmazov  | 1            | 2            |  |
|  | 8           | Alibek Kačmazov   | 4                 | 6           | 2           |  |  |              |                  |                  |              |              |  |

### Sezione 3
|  | Primo turno | Primo turno       | Primo turno       | Primo turno | Primo turno |  |  | Ultimo turno | Ultimo turno      | Ultimo turno      | Ultimo turno | Ultimo turno |  |
|  |             |                   |                   |             |             |  |  |              |                   |                   |              |              |  |
|  | 3           | Yasutaka Uchiyama | Yasutaka Uchiyama | 7           | 6           |  |  |              |                   |                   |              |              |  |
|  |             | Ergi Kırkın       | Ergi Kırkın       | 62          | 3           |  |  | 3            | Yasutaka Uchiyama | Yasutaka Uchiyama | 2            | 2            |  |
|  |             | Benjamin Hassan   | Benjamin Hassan   | 6           | 6           |  |  |              | Benjamin Hassan   | Benjamin Hassan   | 6            | 6            |  |
|  | 7           | Denis Evseev      | Denis Evseev      | 2           | 4           |  |  |              |                   |                   |              |              |  |

### Sezione 4
|  | Primo turno | Primo turno          | Primo turno          | Primo turno | Primo turno |  |  | Ultimo turno | Ultimo turno         | Ultimo turno         | Ultimo turno | Ultimo turno |  |
|  |             |                      |                      |             |             |  |  |              |                      |                      |              |              |  |
|  | 4           | Aslan Karacev        | Aslan Karacev        | 6           | 7           |  |  |              |                      |                      |              |              |  |
|  |             | Filip Misolic        | Filip Misolic        | 2           | 5           |  |  | 4            | Aslan Karacev        | Aslan Karacev        | 6            | 6            |  |
|  | WC          | Nicolai Budkov Kjær  | Nicolai Budkov Kjær  | 1           | 3           |  |  | 5            | Alejandro Moro Cañas | Alejandro Moro Cañas | 4            | 3            |  |
|  | 5           | Alejandro Moro Cañas | Alejandro Moro Cañas | 6           | 6           |  |  |              |                      |                      |              |              |  |